# بانوبلوصور
بانوبلوسورس أو بانوبلوساورس أو بانوبلوصور (بالانجليزية:Panoplosaurus) الاسم يعني (سحلية مدرعة تماما) هو جنس من ديناصورات نودوسوريد وهو اخر ديناصور معروف من فصيلة نودوسوريد في اواخر العصر الطباشيري قبل 76 مليون سنة في شمال امريكا, تم العثور على احفوريات الديناصور في ألبرتا في كندا.

## الاكتـشاف
تم العثور على أول عينة في عام 1917 عن طريق تشارلز مورترام ستيرنبرج في المحجر رقم 8 بالقرب من ليتل سانديل كريك. الصنف بانوبلوسورس ميروس تمت تسميته عن طريق لورانس موريس لامب.

## الوصـف

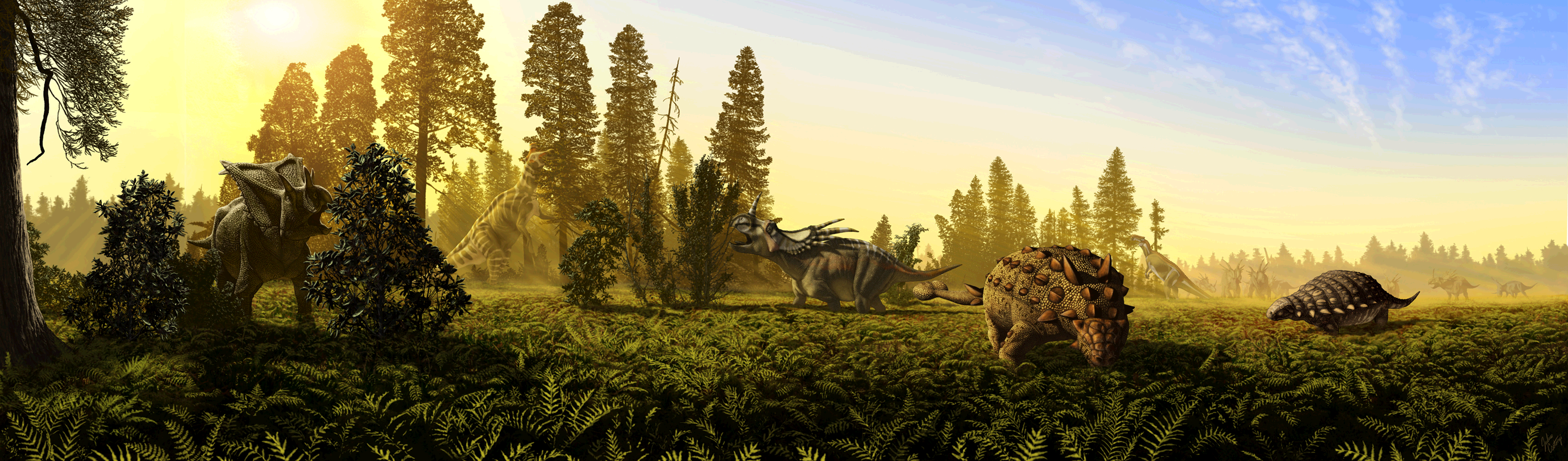
رسم تخيلي للديناصورات يظهر فيها البانوبلوسورس في اقصى اليمين

كان طول بانوبلوسورس حوالي 5 إلى 7 متر (16 إلى 23 قدم) وبلغ ارتفاعه حوالي 2 متر (6.6 قدم) ووزنه 3.5 طن
كان البانوبلوسورس محمي من الحيوانات المفترسة عن طريق دروع ثقيلة جدا، كان الدرع يتكون من صفيحة مرصعة تحمي ظهر الديناصور وذيله، وكان هناك مساحات من دروع عظمية تحمي كتفه مع بعض الاشواك، وكانت هذه العظام ملتحمة مع رأس الديناصور وبالتالي شكلت درع يشبه الخوذة لرأسه على عكس بعض الديناصورات المدرعة الأخرى مثل أنكيلوسوروس. ذيل البانوبلوسورس لم يكن قوي مثل ذيل الانكيلوسورس، لكن من الممكن ان البانوبلوسورس كان لديه تصديات دفاعية قوية.
كانت جمجمة الديناصور قصيرة وواسعة من الخلف، اما مقدمة الجمجمة فهي مدورة بشكل بارز، الجمجمتان الاخريتان كانتا أطول وأكثر تسطحا مما يعكس ذلك نوع الجنس أو العمر. كان للديناصور انف ضيق نسبيا ويرجح ذلك لاستئصال النباتات القصيرة النمو ولتناول نظام غذائي انقائي من الغذاء المغذي للغاية.
كانت القدمان الاماميان (اليدين) ثقيلتان بشكل بارز وكان لديه ارتباطات للعضلات الكبيرة، التي قد توحي بأن الحيوان حيث كان لديه القدرة على تكوين اتهامات دفاعية مثل وحيد القرن الحديث كانت اليدين تحتوي على ثلاث اصابع فقط، وقد اتربط الحوض مع اربع فقرات عجزية مع الاضلاع العجزية القصيرة.

## النسب
البانوبلوسورس هو عضو الآن من فصيلة نودوسوريد التي لها صلة بالادمونتونيا من نفس التكوين.